# Четиридесет и седми пехотен ардински полк
Четиридесет и седми пехотен ардински полк е български пехотен полк, формиран през 1912 година и взел участие в Балканската, Междусъюзническата, Първата и Втората световна война.

## Формиране
Историята на полка започва на 23 септември 1912 година, когато във Видин от състава на 3-ти пехотен бдински и 15-и пехотен ломски полк е формиран Четиридесет и седми пехотен полк.

## Балкански войни (1912 – 1913)
Полкът взема участие в Балканска война (1912 – 1913) под командването на полковник Тодор Попов и влиза в състава на 2-ра бригада от 10-a сборна дивизия (Първа армия). Участва в Чаталджанската операция. Взема участие и в Междусъюзническата война (1913) след края на която през август 1913 е демобилизиран и разформрован.

## Първа световна война (1915 – 1918)
Четиридесет и седми пехотен полк е формиран на 12 септември 1915 година, при обявяване на мобилизацията за Първата световна война (1915 – 1918) и влиза в състава на 3-та бригада на 4-та пехотна преславска дивизия. На 12 октомври 1918 г. е демобилизиран и разформиран, като състав му се придава към 7-и пехотен преславски полк.
При включването на България във войната полкът разполага със следния числен състав, добитък, обоз и въоръжение:
| Числен състав                                                      | Добитък   | Обоз                                     | Въоръжение                           |
| ------------------------------------------------------------------ | --------- | ---------------------------------------- | ------------------------------------ |
| Дружини: 4 Картечни роти: 1 Офицери: 62 Подофицери и войници: 3516 | Коне: 378 | Обикновени: 49 Товарни: 185 Специални: 4 | Пушки и карабини: 3205 Картечници: 4 |

## Втора световна война (1941 – 1945)
За участие във Втората световна война (1941 – 1945) полкът е формиран съгласно заповед №1 от 1 юли 1939 година до 10-а пехотна родопска дивизия в Ардино и получава името 47-и пехотен ардински полк. Състои се от две дружини, първата дислоцирана в Ардино, втората в Златоград. В периода (1941 – 1942) е на Прикриващия фронт, а през 1943 година мобилизира чинове за 1-ва ловна рота, която участва в акции срещу партизаните в Чипранска околия. Взема участие във втората фаза на заключителния етап на войната в състава на 10-а пехотна родопска дивизия, след което на 20 юли 1945 година се връща в Ардино и е демобилизиран. Със заповед № 5 от 24 януари 1946 г. на командира на полка, съгласно лично-поверително писмо № V-239 от 22 декември 1945 г. на командира на 10-а пехотна родопска дивизия 47-и пехотен ардински полк се разформира от 25 януари 1946 година.

## Наименования
През годините полкът носи различни имена според претърпените реорганизации:
- Четиридесет и седми пехотен полк (23 септември 1912 – 12 октомври 1918)
- Четиридесет и седми пехотен ардински полк (1 юли 1939 – 25 януари 1946)

## Командири
Званията са към датата на заемане на длъжността.
| №  | звание       | име             | дати                 |
| -- | ------------ | --------------- | -------------------- |
| 1. | Полковник    | Тодор Попов     | Балканска война      |
| 2. | Подполковник | Йордан Аврамов  | Първа световна война |
| 3. | Полковник    | Иван Харизанов  | Първа световна война |
| 4. | Полковник    | Георги Тодоров  | 1939 – 1942?         |
| 5. | Полковник    | Иван Пожаревски | 1942 – 1944?         |
| 6. | Подполковник | Тодор Бочев     | от 14 септември 1944 |

Други командири: Неделчо Ненов, Димитър Сърмаджиев